# 9243 Alag
9243 Alag eller 1998 FF68 är en asteroid i huvudbältet som upptäcktes den 20 mars 1998 av LINEAR i Socorro County, New Mexico. Den är uppkallad efter Ayush Alag.
Asteroiden har en diameter på ungefär 9 kilometer och den tillhör asteroidgruppen Themis.